# مسعود عمشوش
 مسعود سعيد عمشوش باحث وناقد وأكاديمي يمني وعضو الأمانة العامة لاتحاد الأدباء والكتاب اليمنيين , ولد في 19 ديسمبر 1954  بمدينة (سيئون ) محافظة حضرموت. حصل على شهادة الدكتوراه في الأدب العام والمقارن سنة 1988 من جامعة السوربون في فرنسا، له عدة مشاركات علمية و أدبية في اليمن  وخارجه ،يعمل استاذا للأدب العام والمقارن في جامعة عدن و يدير مركز عبد الله فاضل فارع للدراسات الإنجليزية والترجمة. حائز على جائزة السعيد للإبداع الأدبي في الدورة الـ 18  عن بحثه الموسوم بـ (اليمن في كتابات الاجانب " فرياستارك").

## مجالات الاهتمام البحثي
واقع الترجمة في اليمن، صورة اليمن في كتابات الأجانب، المؤثرات الأجنبية في الأدب اليمني، الحياة الثقافية الإنجليزية في عدن حتى عام 1967، توظيف مبادئ الواقعية الاشتراكية في الأدب اليمني بعد 1967.

## الإصدارات
- - عدن في كتابات الرحالة الفرنسيين، دار جامعة عدن للطباعة والنشر 2002.
- - حضرموت في كتابات فريا ستارك، دار جامعة عدن للطباعة والنشر، 2004.
- - الحضارم في الأرخبيل الهندي، دار جامعة عدن للطباعة والنشر 2007، (تحصل على جائزة جامعة عدن لأفضل كتاب في العلوم الإنسانية عام 2008).
- - صورة اليمن في كتابات الغربيين: دراسات في تمثيل الآخر، دار جامعة عدن للطباعة والنشر، 2010.
- - المستكشف هاري سانت جون فيلبي ورحلته إلى حضرموت، دار جامعة عدن للطباعة والنشر، 2012.
- - تعز في كتاب إيفا هوك: شاهدتُ اليمن من دون حجاب، طبيبة بين الشرق والغرب، دار جامعة عدن للطباعة والنشر، 2012.
- - جدة وعدن ومسقط في كتاب (ثلاث سنوات في آسيا)، دار جامعة عدن للطباعة والنشر، 2013.
- -اليمن في كتابات فريا ستارك، حاز على جائزة مؤسسة السعيد لأفضل كتاب في الأدب لعام 2015

### وصلات خارجية
- موقع اليوم السابع
- صحيفة الخليج
- صحيفة الاتحاد
- موقع اليمن السعيد